# Alessandro Vanoli
Alessandro Vanoli (Bologna, 18 settembre 1969) è uno storico e scrittore italiano.

## Biografia
Si è laureato a Bologna in Storia della Filosofia medievale e ha conseguito il dottorato a Venezia, Ca' Foscari, in Storia Sociale europea. In quei primi anni si è occupato soprattutto di Spagna medievale e di rapporti tra cristiani e musulmani nel mondo iberico. Dal 2002 al 2012 ha insegnato presso l’Università di Bologna - e per un breve periodo anche presso l’Università Statale di Milano - specializzandosi in storia del Mediterraneo e lavorando in particolare sulla storia della medicina araba e sulla presenza islamica in Sicilia. Dal 2008, anche attraverso la collaborazione con la Universidad de Tres de Febrero di Buenos Aires, la UNAM di Città del Messico e la Pennsylvania University, si è occupato del rapporto tra mondo mediterraneo e spazio atlantico, studiando in particolare la presenza islamica nel Nuovo Mondo nella prima età Moderna.
Dal 2012 ha cominciato ad affiancare l'attività di saggista a un sempre maggiore interesse nei confronti della comunicazione e della divulgazione, collaborando con alcuni festival culturali e con l'editore il Mulino. In tal senso si è dedicato tanto a progetti teatrali quanto ad attività didattiche legate alla conoscenza del mondo islamico e alla promozione della storia come parte irrinunciabile del rapporto tra culture differenti. Nel 2015 ha pubblicato Quando guidavano le stelle, il racconto, in parte autobiografico, di un viaggio mediterraneo sviluppato nel tempo e nello spazio. Ad esso ha fatto seguire L'ignoto davanti a noi, in cui riprendeva lo stile narrativo del precedente lavoro, affrontando il tema della scoperta geografica e della fine dello spazio esplorabile. Sulla base di Quando guidavano le stelle e del saggio Storie di parole arabe, ha scritto il reading teatrale Le Parole e il mare, portato in scena dal 2017 assieme a Lino Guanciale e a Marco Morandi.
Dal 2017 collabora anche con lo storico Amedeo Feniello in varie attività teatrali e divulgative.
Ha curato la mostra Goccia a goccia dal cielo cade la vita. Acqua, Islam e Arte, dal 13 Aprile al 1 Settembre 2019 presso il Museo d'arte orientale (Torino).
Collabora attualmente con Radio RAI 3 e con il quotidiano Il Corriere della Sera.

## Opere
- 2001 - I cammini dell’Occidente. Il Mediterraneo tra i secoli IX e X. Ibn Khurdâdhbah, Al-Muqaddasî, Ibn Hawqal, introduzione, traduzione dall’arabo e note a cura di A. Vanoli, Padova, Cleup Editore.
- 2003 - Alle origini della Reconquista. Pratiche e immagini della guerra tra cristianità e islam, Torino, Nino Aragno Editore.
- 2005 - Il mondo musulmano e i volti della guerra. Conflitto, politica e comunicazione nella storia dell’Islam, Firenze, Firenze University Press.
- 2005 - Le parole e il mare. Tre considerazioni sull’immaginario politico mediterraneo, Torino, Nino Aragno Editore.
- 2006 - La Spagna delle tre culture. Ebrei, cristiani e musulmani tra storia e mito, Roma, Viella Libreria Editrice.
- 2007 - Arabi e Normanni in Sicilia, con Adele Cilento,  Udine, Magnus.
- 2008 - Arabs And Normans In Sicily And The South Of Italy, con Adele Cilento, New York, Riverside Book Company.
- 2009 - La Reconquista, Bologna, Il Mulino.
- 2012 - La Sicilia musulmana, Bologna, Il Mulino.
- 2014 - Andare per l’Italia araba, Bologna, Il Mulino.
- 2015 - Quando guidavano le stelle. Viaggio sentimentale nel Mediterraneo, Bologna, Il Mulino.
- 2016 - Storie di parole arabe, Milano, Ponte alle Grazie.
- 2017 - Migrazioni mediterranee. Un mare in cui si è riflesso il mondo, Roma, Castelvecchi.
- 2017 - L’ignoto davanti a noi. Sognare terre lontane, Bologna, Il Mulino.
- 2017 - La via della seta, (con Franco Cardini), Bologna, Il Mulino.
- 2018 - Idolatria. I falsi dèi del nemico, Roma, Salerno Editrice.
- 2018 - Il Mediterraneo in 20 oggetti, con Amedeo Feniello, Roma-Bari, Laterza.
- 2018 - Inverno, Bologna, Il Mulino.
- 2019 - Strade perdute.Viaggio sentimentale sulle vie che hanno fatto la storia, Milano, Feltrinelli.
- 2020 - Primavera, Bologna, Il Mulino.
- 2020 - Autunno, Bologna, Il Mulino.
- 2021 - I racconti del ritorno. Esercizi di vita e di memoria da Ulisse a Neil Armstrong, Milano, Feltrinelli.
- 2021 - Pietre d'Appennino. A piedi sulle strade che raccontano la storia, Milano, Ponte alle Grazie.
- 2022 - Storia del mare, Laterza
- 2023 - Estate, Il Mulino

| Controllo di autorità | VIAF (EN) 90652796 · ISNI (EN) 0000 0001 1684 3262 · SBN TSAV173014 · LCCN (EN) n2005039857 · GND (DE) 131923013 · BNE (ES) XX4616839 (data) · BNF (FR) cb150921532 (data) · J9U (EN, HE) 987007304904605171 |